# محمد أباد السفلي (اسماعيلي كرمان)
محمد أباد السفلی (بالفارسية: محمدآباد سفلی) هي منطقة سكنية تقع في إيران في منطقة إسماعيلي. يقدر عدد سكانها بـ 167 نسمة .